# Celonites humeralis
Celonites humeralis är en stekelart som beskrevs av Richards 1962. Celonites humeralis ingår i släktet Celonites och familjen Masaridae. Inga underarter finns listade.